# 所沢航空記念公園

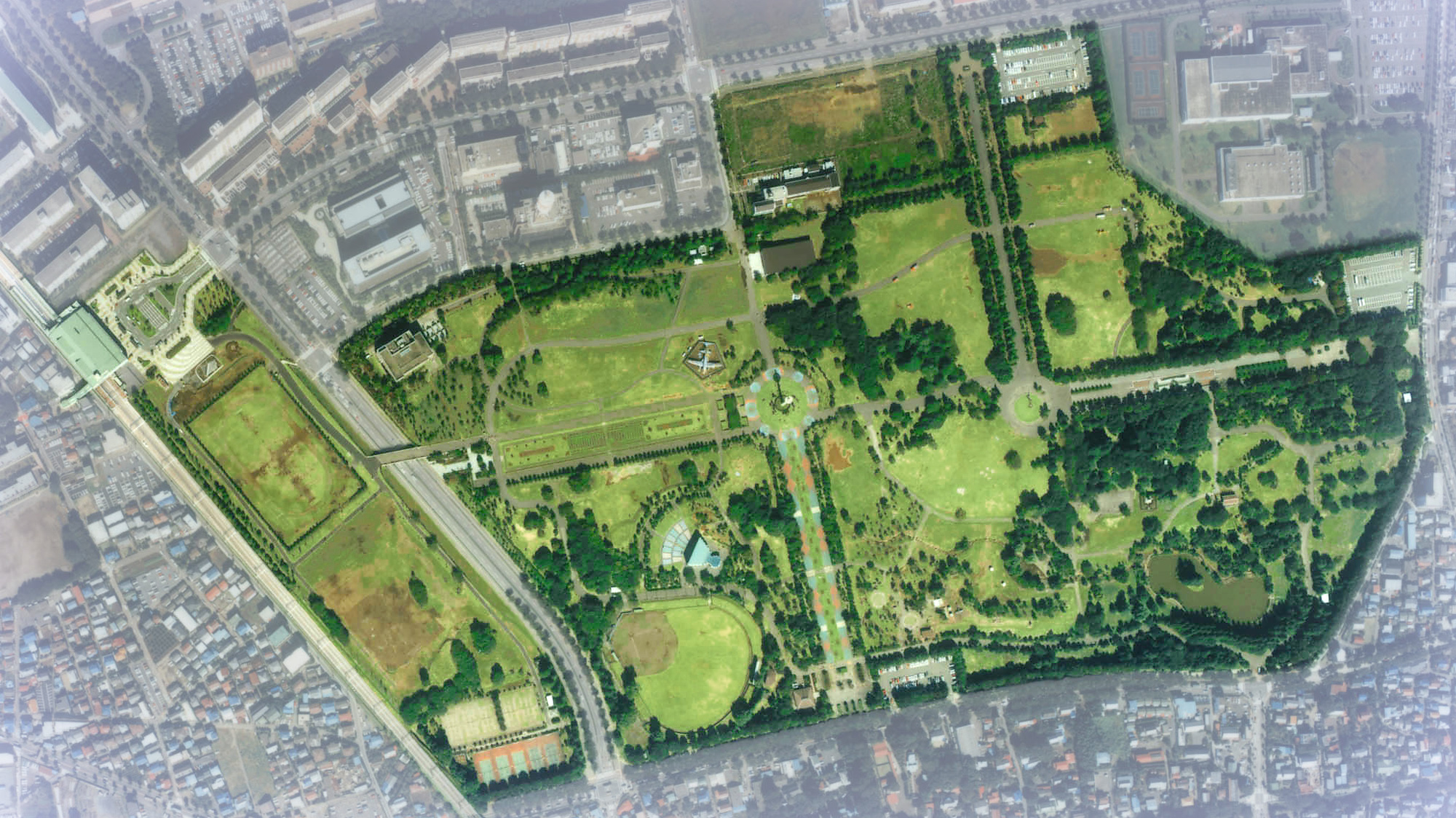
1989年（平成元年）当時の空撮写真。
航空発祥記念館や隣接する所沢ミューズ、駅前のYS-11機などはまだこの頃には見られない。

所沢航空記念公園（ところざわこうくうきねんこうえん）は、埼玉県所沢市にある県営公園。
「日本の航空発祥の地」として知られ、名称の由来となる。1978年（昭和53年）3月に開園し、「航空公園」の名で親しまれている。指定管理者制度により、財団法人埼玉県公園緑地協会・財団法人日本科学技術振興財団グループ が管理・運営を行っている。

## 概要
埼玉県内の県営公園としては最大規模の当公園は、総面積50.2ha、戦前の1911年開設の日本で最初の飛行場である所沢飛行場の跡地に整備され、開園以来敷地内にはそれぞれ独立した施設が順次建設されている。
公園の東側は埼玉県道56号さいたまふじみ野所沢線に、また西側は西武新宿線に面し、最寄り駅航空公園駅が隣接する。駅東口前を通る車道により西側の敷地は一度分断されるが 頭上を一本の連絡路（歩道）で結ばれている。南側には国道463号が通り、「日本一長いけやき並木」の解説板が設置されている。北側には市役所をはじめ、所沢市並木地区の官公庁街が広がっており、東京航空交通管制部（東京コントロール）や、コンサートホールなどの複合文化施設、所沢市民文化センター ミューズが公園に隣接している。この公園の開園以来練馬区大泉に存在する東映撮影所より関越自動車道所沢ICからでも下道でも比較的近距離という位置から、スーパー戦隊シリーズ、メタルヒーローシリーズ、東映不思議コメディーシリーズ等といった同社系ドラマ作品などロケの撮影にも度々使用されている。
現在の公園内には、航空発祥記念館や所沢市立図書館をはじめ 日本庭園・茶室「彩翔亭」、野外ステージ、テニスコート、野球場やドッグランなど、様々な施設がある。
また園内の歩道にはランニングコース（一周1.95km）が設けられ、アスファルトの上に膝への負担が軽減される赤い特殊舗装がカーペット状に施され、夜間はフットライトが点灯するなど、ランナーにも配慮されている。
2020年東京オリンピックの聖火リレーで、埼玉県初日の7月6日のゴール地点でセレブレーション会場となり、さまざまなイベントが行われる、埼玉県の聖火ランナーは65人の公募に対し、1万4113人の応募があり倍率は217倍であった。

## 沿革

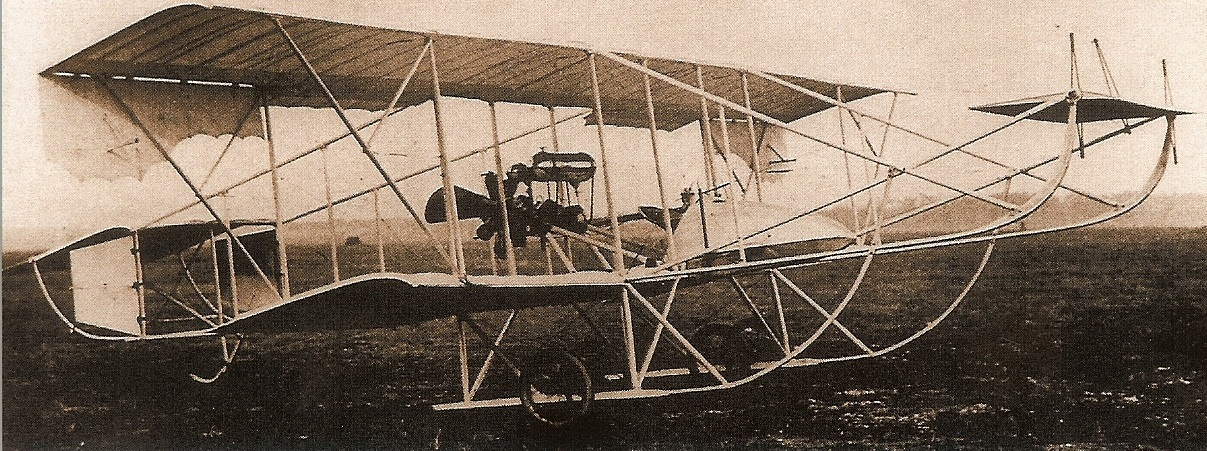
初の国産軍用機「会式一号機」。フランス製1910年式アンリファルマン複葉機を元に製作された（1911年（明治44年）所沢飛行場にて撮影）

1911年（明治44年）4月1日、航空の父とよばれる長岡外史が私財を投じて土地購入をはじめ、日本初の航空機専用飛行場を所沢につくったのがはじまり。同4月5日に徳川好敏大尉が操縦するフランス製複葉機アンリ・ファルマン機が高度10m、飛行距離800m、飛行滞空時間1分20秒の飛行を行なった。以来所沢陸軍飛行場として帝国陸軍航空部隊が使用した。
戦後（1945年）はアメリカ軍に接収され米軍所沢通信基地となったが、その後の地元市民による返還運動によって1971年に通信施設を残し約6割の土地が返還された。この基地跡地の一部（約50ha）が県営の公園として整備され、1978年の開園に至っている。

### 年譜
- 1911年（明治44年）4月1日 - 日本初の飛行場として開設される。
- 1912年（大正元年）11月17日 - 大正天皇、所沢飛行場来場。
- 1919年（大正8年）1月15日 - フォール（フランス語版）大佐らフランス航空教育団来日。
- 1945年（昭和20年）8月 - 終戦後、米軍に接収される。
- 1967年（昭和42年）3月12日 - 市民等4,115名が参加し所沢基地全面返還運動市民大行進が行われる[6]。
- 1971年（昭和46年）6月30日 - 通信基地を残し、所沢補給廠跡地の6割が返還される。
- 1974年（昭和49年）3月 - 基地の一部約50haが県営の公園として計画される。
- 1978年（昭和53年）3月30日 - 開園。
- 1980年（昭和55年）5月1日 - 公園敷地内に所沢市立所沢図書館本館が開館。
- 1987年（昭和62年）5月28日 - 西武新宿線航空公園駅開業。
- 1993年（平成5年）4月 - 公園敷地内に所沢航空発祥記念館開館。
- 1997年（平成9年）10月25日 - 航空公園駅前にYS-11機が屋外展示される。
- 1999年（平成11年）6月12日 - 敷地内に茶室「彩翔亭」開店。
- 2005年（平成17年）2月 - ボランティアなどにより、試験的にドッグランを開設。
- 2008年（平成20年）3月3日 - 開園30周年を迎え、滑走路跡の「沈床茶園」に花壇などをリニューアル。

## 各施設

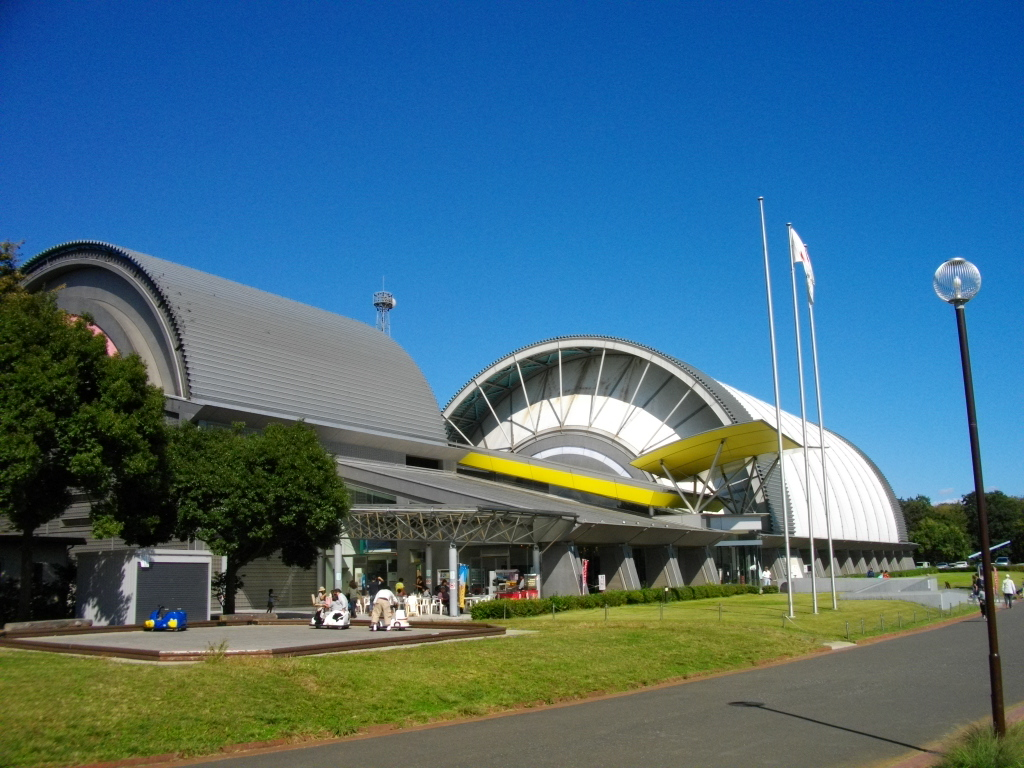
航空発祥記念館

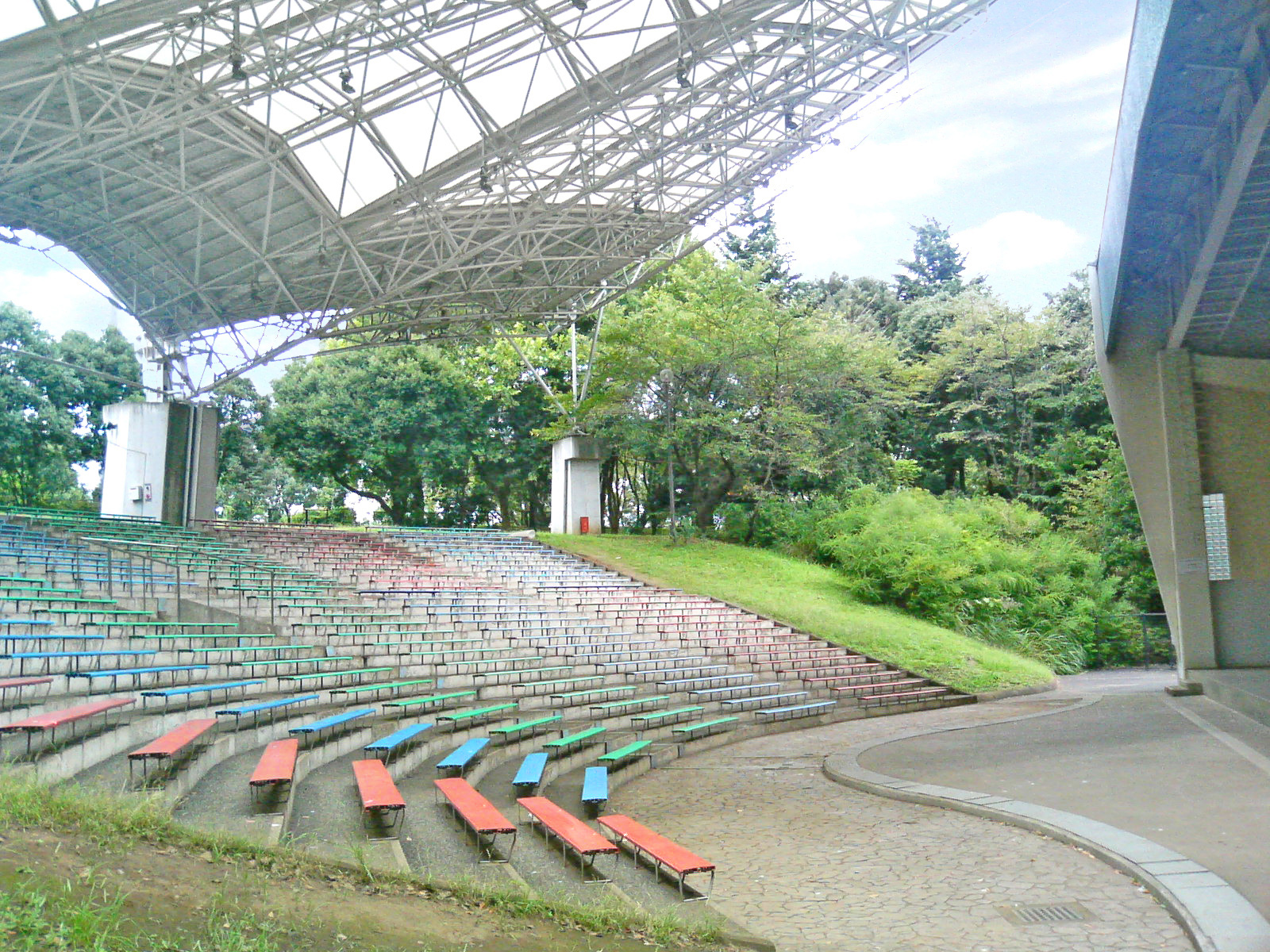
野外ステージ

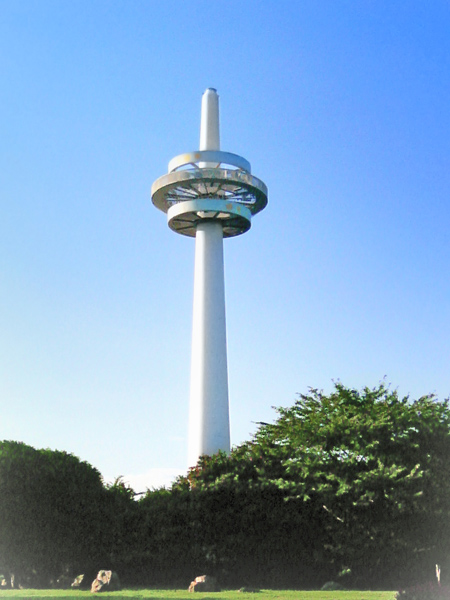
放送塔

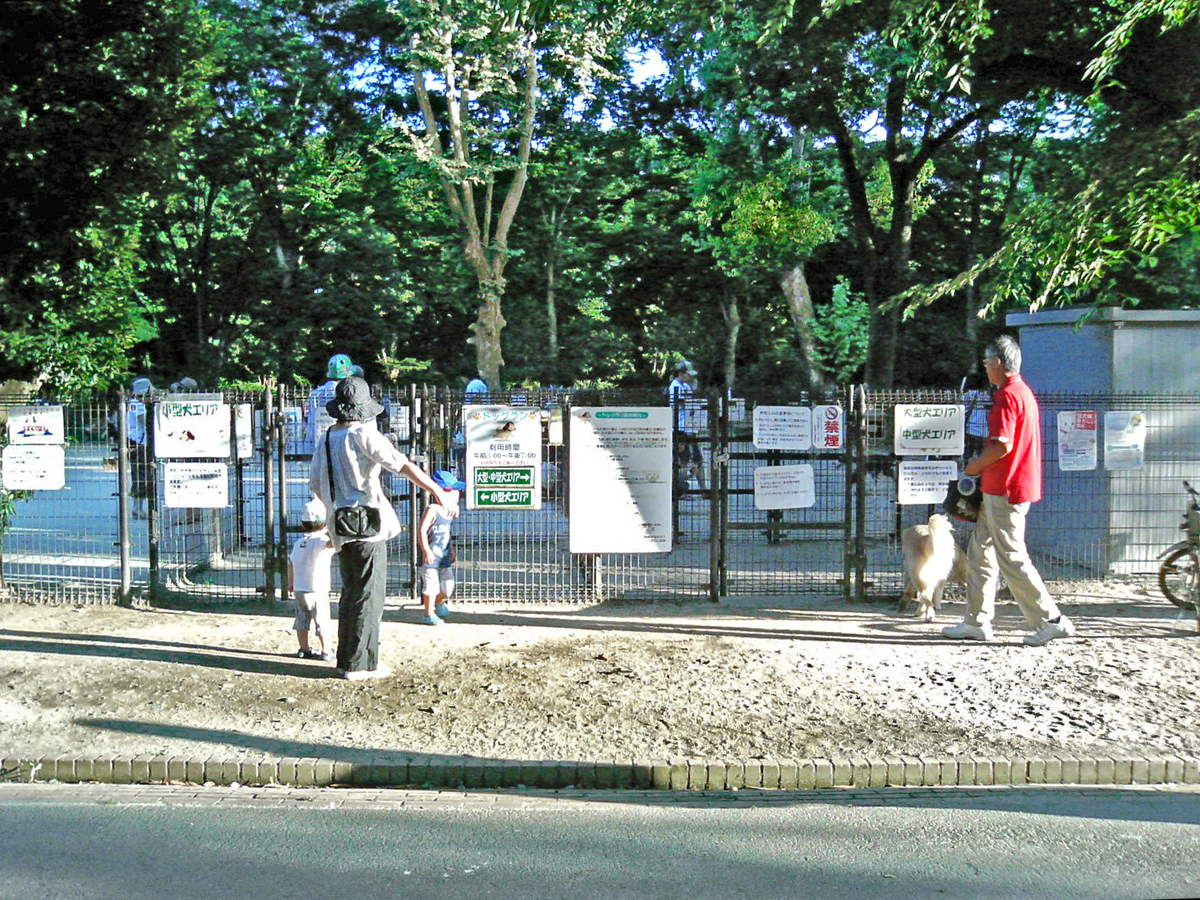
ドッグラン入口

所沢航空発祥記念館
1993年（平成5年）に開館。
所沢市立図書館本館
1980年（昭和55年）より、園内の北西エリアに併設。前述の記念館からは徒歩2分程。公園内は全体が豊かな緑に覆われるが、この図書館周辺エリアには特に様々な種類の植物が寄せ植えられ、樹木板が添えられ「萬葉植物園」と名付けられている。万葉集ゆかりの花木を集めた庭園とされ、関連する歌や作者の説明書きも添えられている。
日本庭園／茶室「彩翔亭」
1999年（平成11年）6月にオープン。茶室は有料。日本庭園は夕方の閉園までは自由に散策出来る。庭園内の池に古代ハスなどの花が咲く。
野外ステージ
開園当初は客席部分に屋根が無く、雨が降れば観客が濡れる、文字通りの野外ステージだったが、現在は屋根が取り付けられ、全体が白い大きな紙飛行機に覆われるようなデザインとなっている。
1982年（昭和57年）夏にTHE ALFEE初の野外イベントが行われ、その後、夏の恒例イベントとなった。このステージでは、音楽以外にも、かつてはテレビ特撮シリーズのヒーローショーなどが開催され、子供達の人気を博したり、所沢に所縁のある外国人カップルの結婚式も挙げられるなど、様々な用途に使用されている。なお、フェンスがあるため通常、不使用時は中に入る事は出来ない。
放送塔
広大な敷地のほぼ中心に建てられている。イベント開催時の園内放送や迷子のお知らせなども、この放送塔から流れる。
滑走路跡の花壇 「沈床茶園」
放送塔の西側に延びる「沈床茶園」と呼ばれる直線状の敷地に、所沢飛行場開設当初の（日本初の）滑走路の痕跡が残されており、当時の姿を垣間見る事が出来る。現在は花壇として整備された、この場所には地元の小学生等によって植えられた花が咲く。2008年（平成20年）、開園30周年を記念にリニューアルされ、この滑走路から最初に飛び立った飛行機、1910年式アンリ・ファルマン複葉機のミニチュアモニュメントや、背に花を載せ、空に向かって飛び立つスペースシャトル型のトピアリーなどがあり、夕方にはライトが点灯する。
遊具・アスレチック各種
主に南側駐車場付近の「子供冒険広場」と呼ばれるエリアに集中している。また、この付近には小さな人工の川が流れている。
バスケットゴール2基（3on3用などのハーフコート2面）
隣に簡易テニスコート1面。木村・徳田両中尉記念塔の傍らにある。
テニスコート
事前にインターネットで予約が必要。詳細は公式サイトを参照。園内南西の角地、車道を挟んだ西側の西新井町交差点付近に位置する。
軟式野球場
硬式野球場（所沢航空記念公園野球場）
運営は公園から所沢市へ移管されている。
ドッグラン
東駐車場から入ってすぐの敷地に、ボランティアと利用者の協力により、無料で開設されている。
大型犬/小型犬用の2つのエリアに分けられ、ベンチや手洗い場の水道等も完備されている。2005年（平成17年）2月より、1年間の試験期間を経て、2006年（平成18年）3月からは本格実施に至っている。関連イベント「はじめてのドッグラン」や、しつけ教室、「ドッグタイムレース」等も度々開催されている。
小噴水
東入口〜中央時計台モニュメントまで直線状に続く。
駐車場
南、北、東側に3ヶ所、計:449台。（記念館駐車場:94台）
売店
うどん・そば・カレーライスなど、飲食類の他、ボールやバドミントンセット等、簡単な遊具も販売されている。
管理事務所
南側入口・駐車場付近にある。パンフレット等、公園の公式発行物はここに置いてある。

### 屋外展示物

#### 航空機

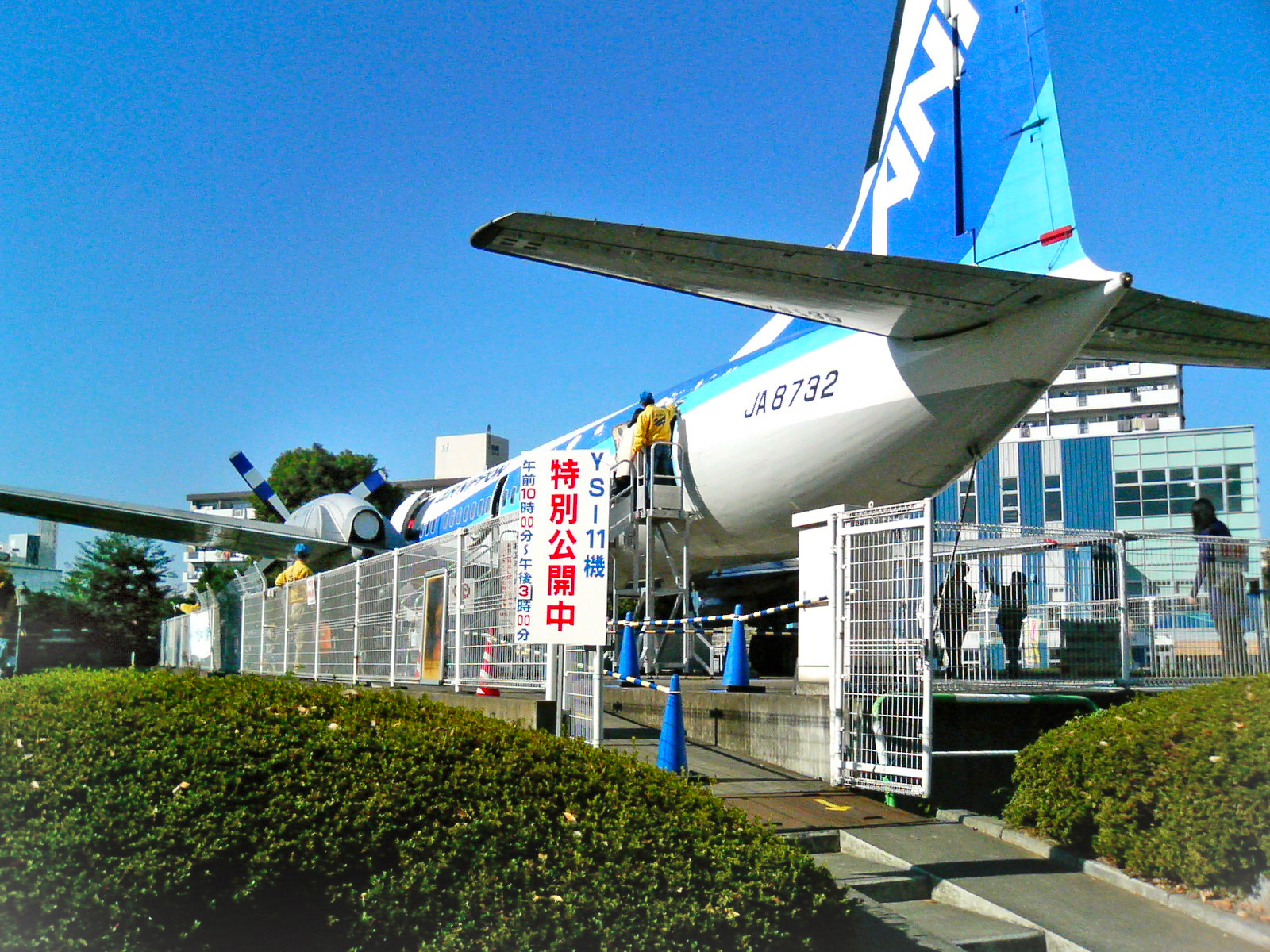
YS-11特別公開

C-46A輸送機（天馬）
開園当初の1980年（昭和55年）、公園のシンボルとして展示するため、航空自衛隊入間基地所属だった機体を分解して運搬の上、現在の場所に設置された。現航空発祥記念館の正面入口から向かって左側に展示。外観のみ見学可能で、内部は公開されていない。傍らに「航空発祥の地」の石碑がある。
YS-11中型輸送機（戦後初の国産旅客機）
元エアーニッポン機。元登録番号JA8732で、同機は量産第101号機。
1997年(平成9年)4月13日伊豆大島・大島空港発羽田空港行を最後に引退。
同年5月23日に羽田から航空自衛隊入間基地へ回航され、同基地内にて一度解体し、6月1日午前2時30分に入間基地を出発し約1時間かけて公園内へ輸送・搬入した。
そして同日朝より据え付け・組み上げ作業を約2週間掛けて行い、同年より航空公園駅東口駅前広場に展示。通常は外観のみ見学だが、年に数回ほど機体内部も公開される。

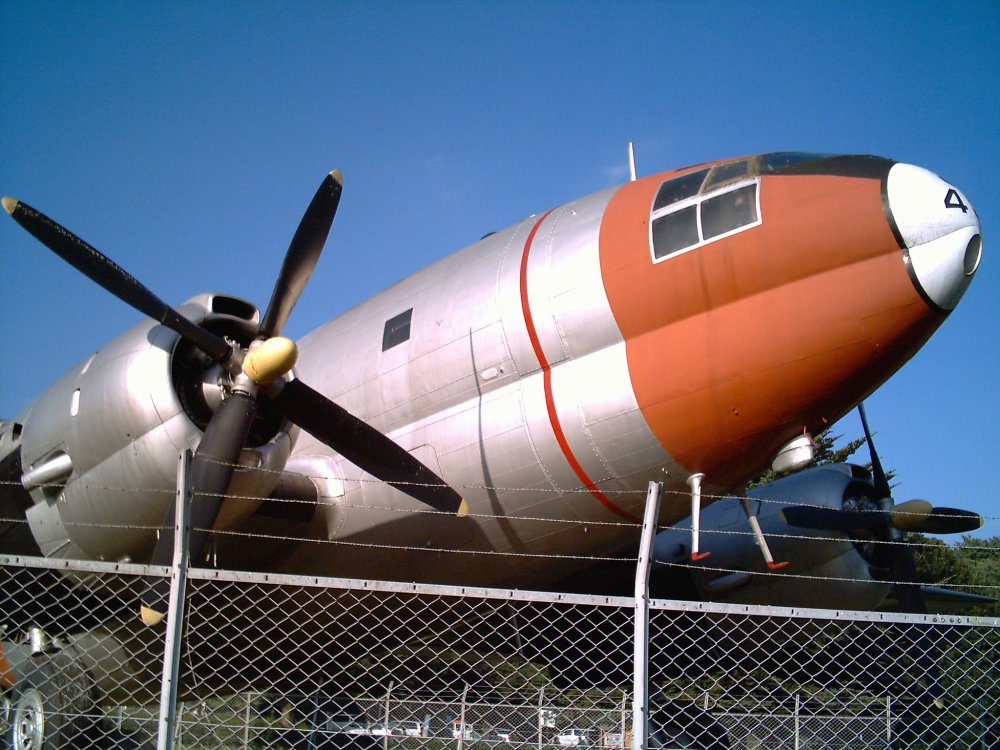
C-46A
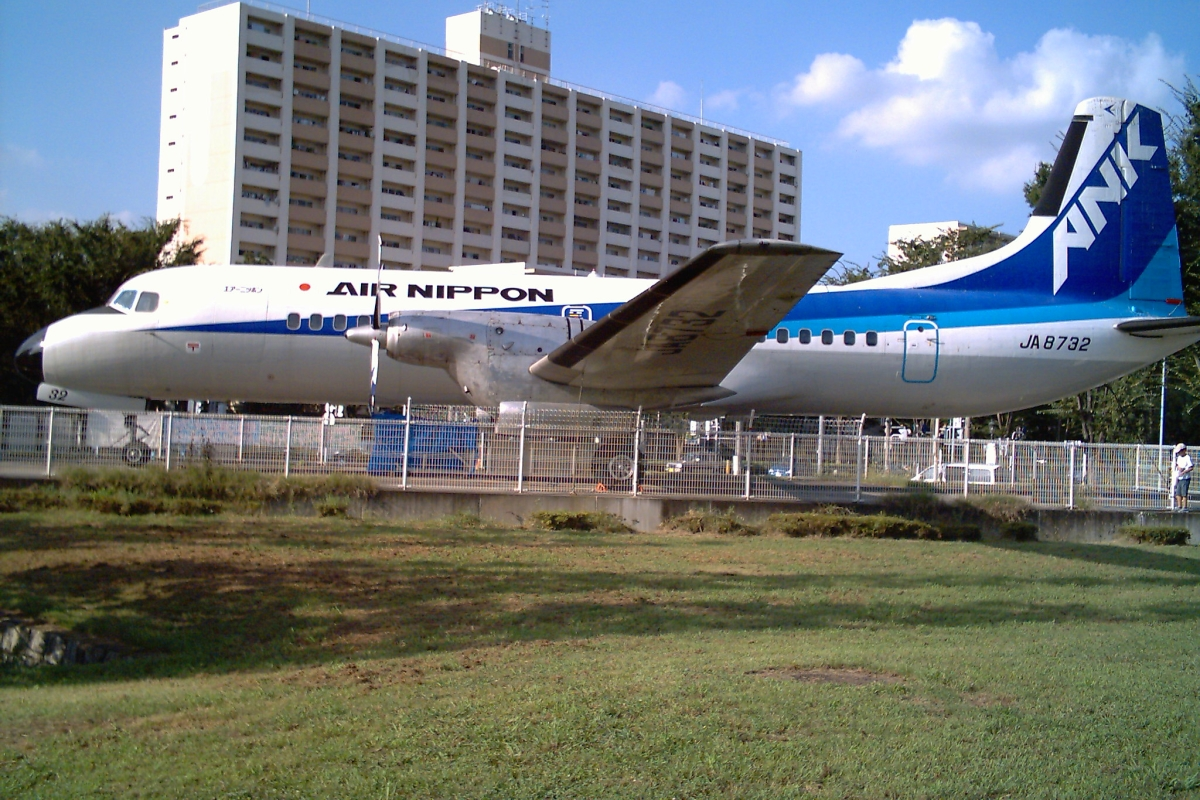
YS-11

#### 銅像・記念碑・モニュメント
航空公園内にある碑などは、あまり目立たない場所に置かれている物もあるが、その幾つかは所沢周辺の郷土史のみならず、日本における航空の歴史の黎明期を物語る資料となっている。
「航空発祥の地」の石碑
自然石を利用した石碑で、背面に所沢市と所沢航空資料調査収集する会による碑文がある。現在の碑は同会により、新設されたものであるが、元々は戦前からの（旧）航空発祥の記念石碑があった様である。
木村・徳田両中尉記念塔／追悼の慰霊碑
1913年（大正2年）3月28日、日本で最初の航空機死亡事故が発生、その犠牲者となり殉職した木村鈴四郎・徳田金一両中尉を悼み建立された。台座部分に埋め込まれた銅板に 旧漢字・カタカナ表記の碑文があり、最終行は「大正三年三月　建設發起者 やまと新聞社」と結ばれている。集まった香典は当時の金額で4万円に及び、与謝野晶子他、多くの文士達が追悼の詩文を発表した。当時のやまと新聞は義捐金を募り、丁度一年後に、この塔が建立された。
当初は墜落地点の旧入間郡松井村（現・所沢聖地霊園の駐車場南）に建立されたが、1929年（昭和4年）3月に当時の所沢駅前に移設された。その後も西武園ゆうえんち（旧ユネスコ村）入口付近、航空自衛隊入間基地内 と各地を転々と移転した後、1980年3月になって航空発祥の地でもあり、元々両中尉が生前飛び立った地である公園内の現在地に生垣や花壇、アーチ等と共に設置され、今日に至っている。なお、現在の塔の高さは関東大震災時の損傷により、銅像の頭上から、陸軍飛行機操縦術修得徽章（飛行学校で操縦術を修得した陸軍軍人に授与される徽章。大正2年制式、将校用は昭和15年に廃止されるも下士官用は最後まで存続。古くは所沢と天保銭とをかけ「ところてん」の俗称を持つ）を模したレリーフまでの一部が短縮されている。
航空整備兵の像（彫刻家・長沼孝三作）
現台座には「少年航空兵像」と刻まれているが、旧資料の内には「健児の塔」として記載されているものもある。右傍らに解説板あり。1943年、彫刻家・長沼孝三が第二回大東亜戦争美術展に出品後、1944年（昭和19年）に当時の所沢航空整備学校内に建立。戦後アメリカ軍から基地返還された後、現在の場所へ移された。
大正天皇駐輦碑（ちゅうれんひ）
1912年（大正元年）11月17日の大正天皇の所沢飛行場来場を記念して碑が建立された。日本庭園と茶室「彩翔亭」の開設に伴い、道の向い側に移設されている。
フォール大佐の像（原型：水野朗）
フランス航空教育団長 フォール大佐（Jacques-Paul Faure、1869-1924）の像。野球場入口付近、緩やかな傾斜の中、日本庭園を背に、木々に囲まれ立っている。台座の銅板に（像の背面にも）所沢市による碑文あり。元々のこの像は、1928年（昭和3年）、当時の所沢飛行学校の校庭であった現在地に立てられていたが、戦後の混乱期に撤去されたまま所在不明となっていた。現在の胸像は、1982年（昭和57年）に残されていた原型（石川県金沢市の水野朗制作）を元に復元されたものである。
壁泉、花時計
航空公園駅東口の駅前広場にある。

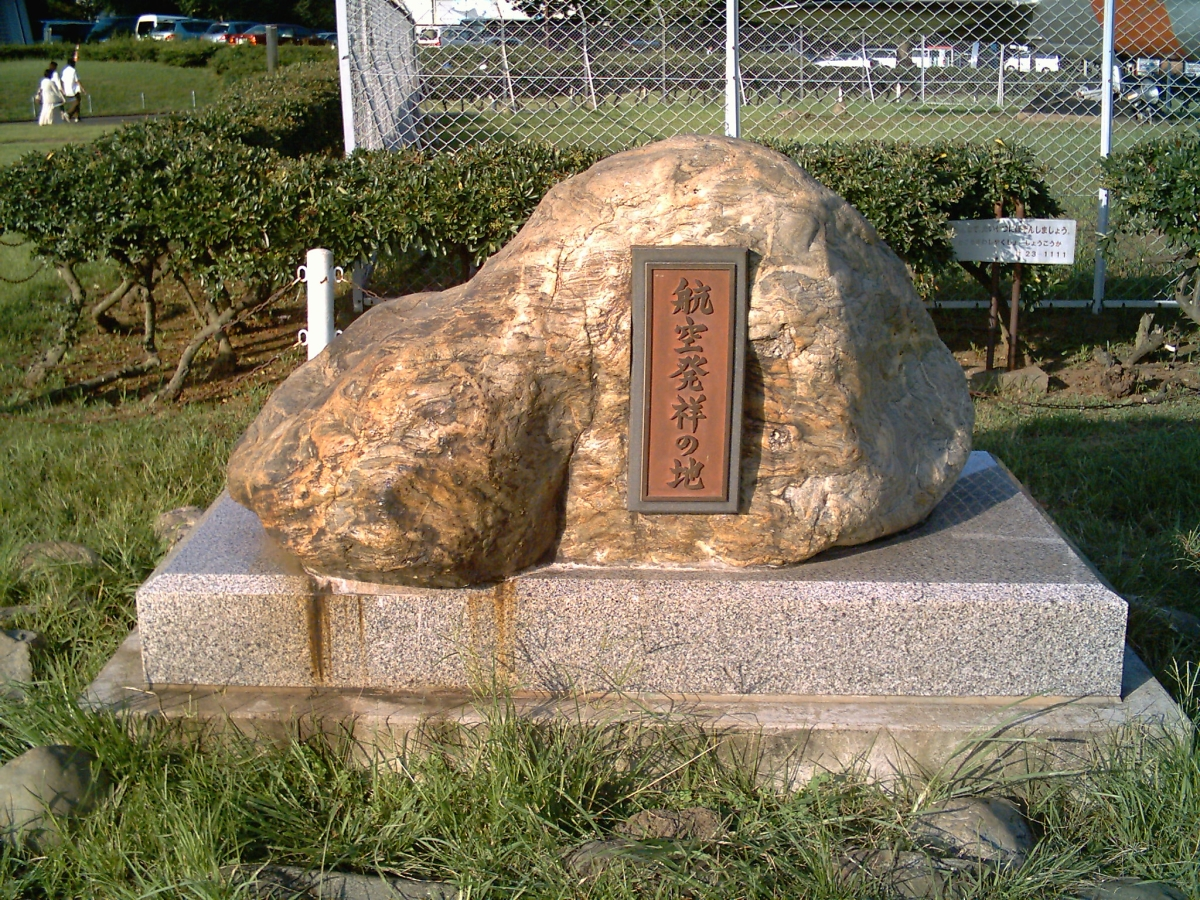
「航空発祥の地」の石碑
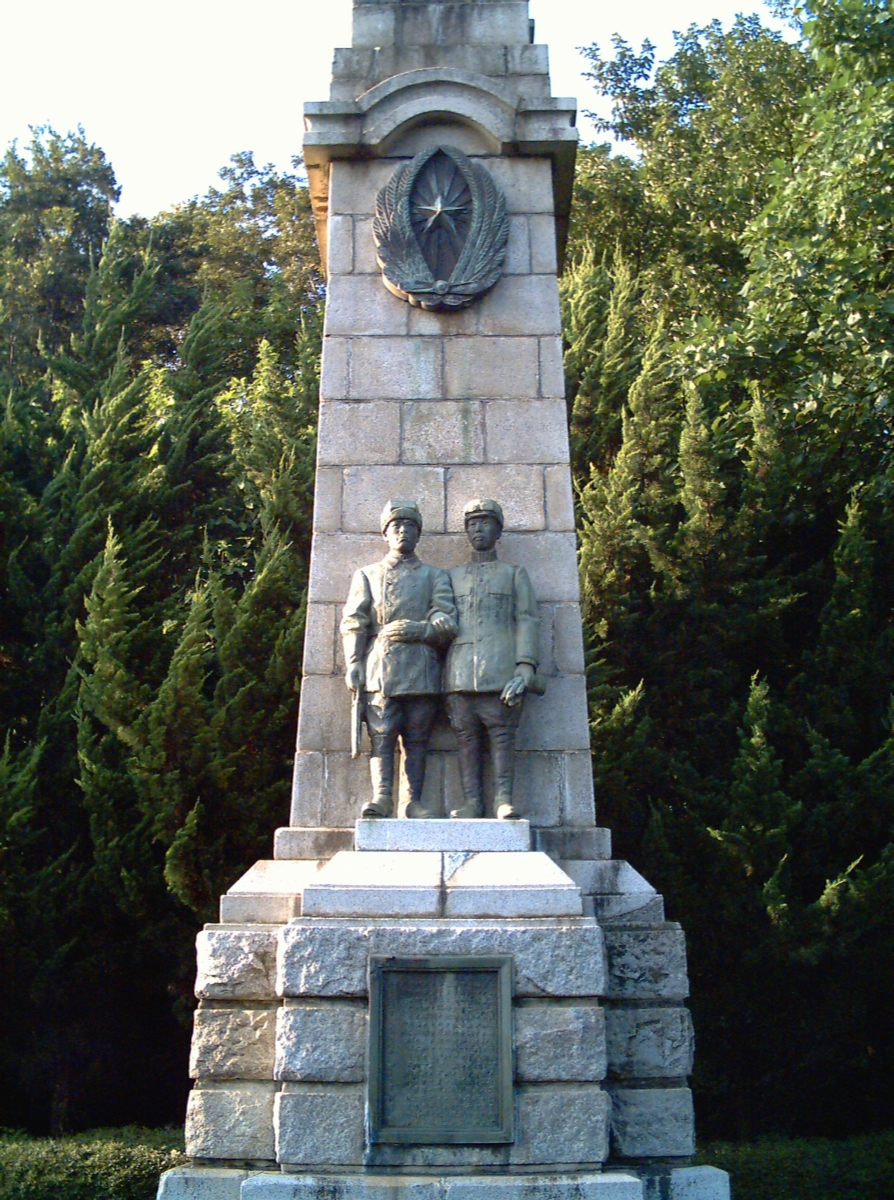
両中尉記念塔。塔上部のレリーフの意匠は陸軍飛行機操縦術修得徽章
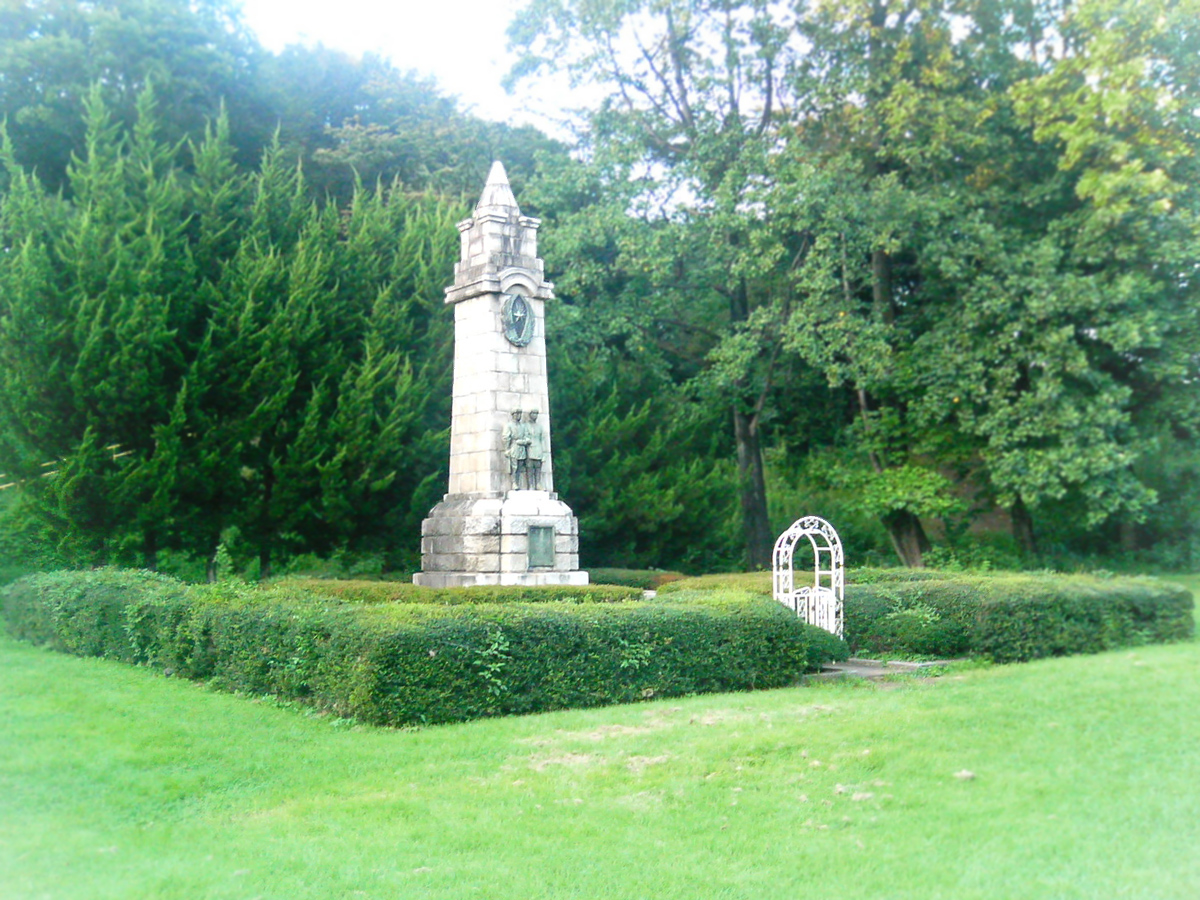
両中尉記念塔
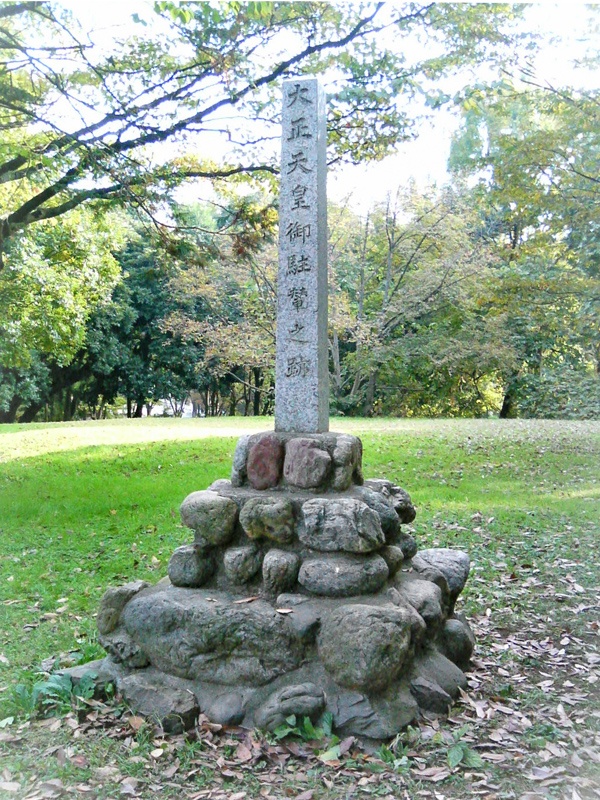
天皇駐輦碑
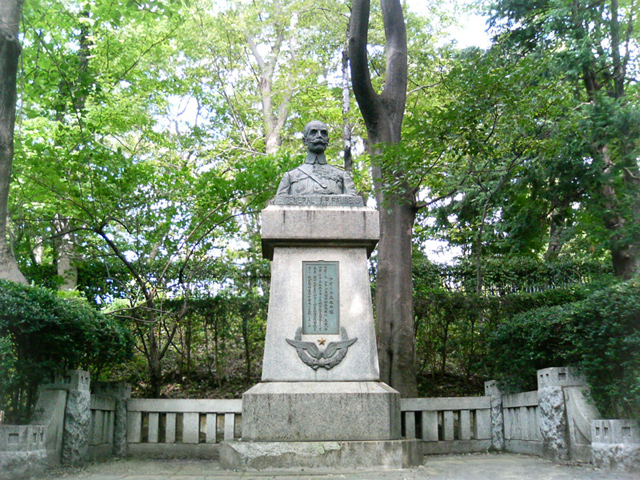
フォール大佐の像
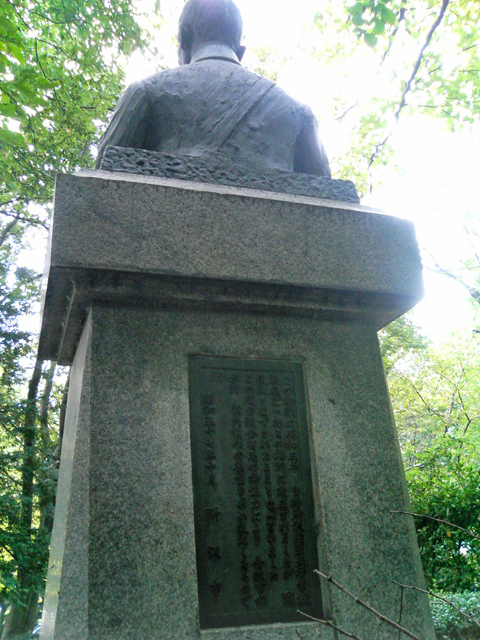
フォール大佐の像 背面の碑文

## 園内の自然

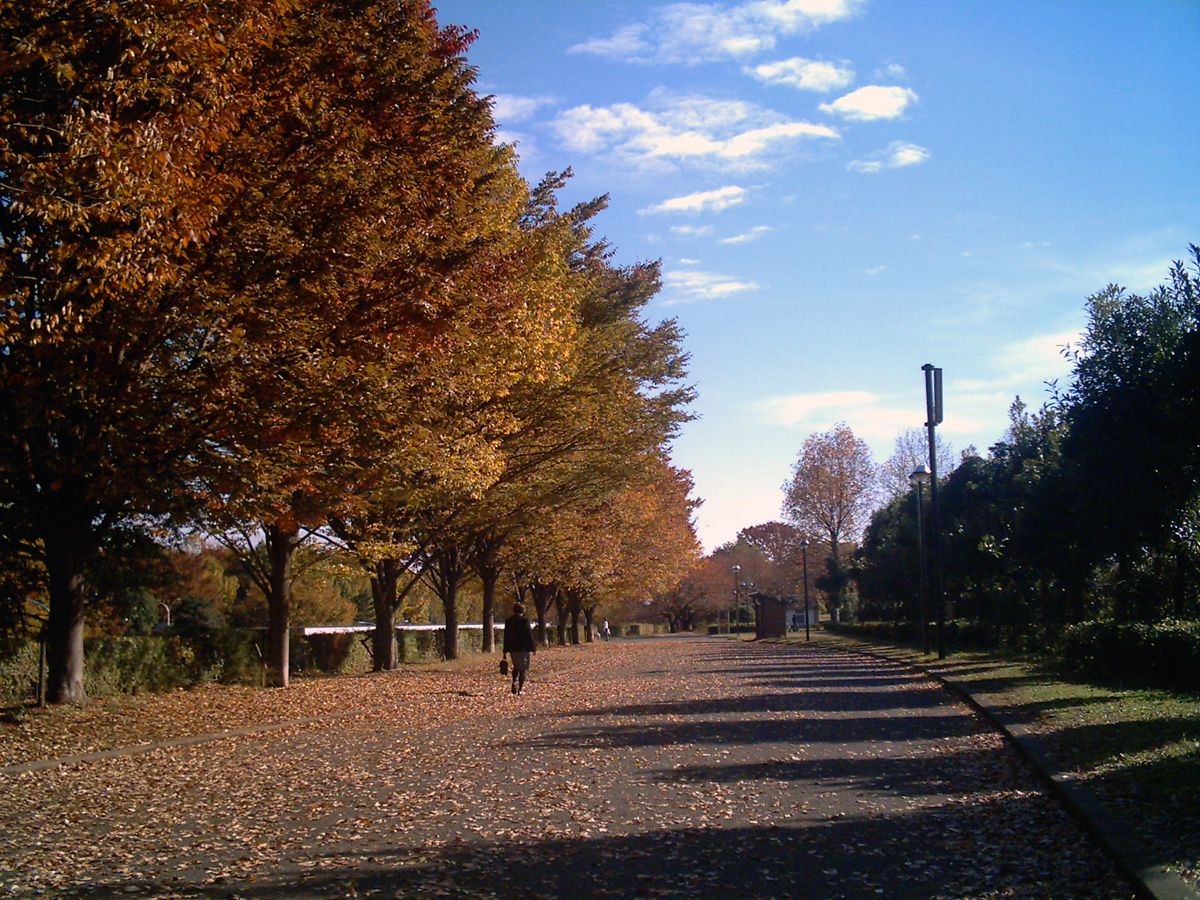
秋のケヤキ並木

公園敷地内には、草花や昆虫、野鳥など様々な動植物が生息しており、園内の木々には順次ボランティアの手によって樹木板などが設置され、調査・管理されている。
- 所沢飛行場時代に当時の飛行学校の少年兵たちが卒業記念に植えたというヤマザクラも残っており、毎年春には花を咲かせる。
- 地元の市民ボランティア団体「木楽会」が園内の樹木一本一本を調査し樹名板を設置し、また小学生向けの自然観察会を開くなどの活動している。
- コケリンドウなど、狭山丘陵ではすでに絶滅しつつある植物も園内に生息している。
- 季節ごとに咲く花木の見どころを図解した「花ごよみマップ」が発行されている。同内容の案内板が南・北入口付近に設置されている。

## イベント・行事
定期的に熱気球体験搭乗会やフリーマーケットなど大小さまざまな催しが開催されている。また毎年4月には所沢市民文化フェアが、10月には所沢市民フェスティバルが開催される。

### 所沢市民文化フェア（航空発祥祭）
陸軍所沢飛行場が開設された4月1日を記念して、1985年から毎年4月第1土日に開催。市民茶会、ストリートパフォーマンス、和太鼓フェスティバル、写真コンテスト、ふれあい花壇などの催しが行われる。第26回は東日本大震災による計画停電の影響により、中止となった。

### 所沢市民フェスティバル
市制施行30周年を記念し、1980年から毎年10月の第4土日に所沢航空記念公園で催される「市民の祭典」。イベント企画、地元企業による出店など所沢市内で開催するイベントとしては最大の規模。

### 野外ステージのイベント
THE ALFEEの夏の野外イベント
1982年（昭和57年）8月6日には野外ステージを使用して行われた。翌年からは別の会場に移転してしまったが、このイベント自体は25回以上続いている。
夏びらきMUSIC FESTIVAL
2007年（平成19年）7月、野外ステージを使用し、夏びらきMUSIC FESTIVALが開催された。以降3年連続開催され、2008年からは9月に夏結びMUSIC FESTIVALも開催されている。
とぶ音楽祭
2008年（平成20年）5月には野外ステージを使用し、とぶ音楽祭が開催され、以降2年連続開催された。
Flying Jam Summit
野外ジャズライブイベント「Flying Jam Summit」は、航空公園野外ステージにて2008年（平成20年）10月18日、2009年（平成21年）10月10日に2年連続開催されている。

## 交通アクセス

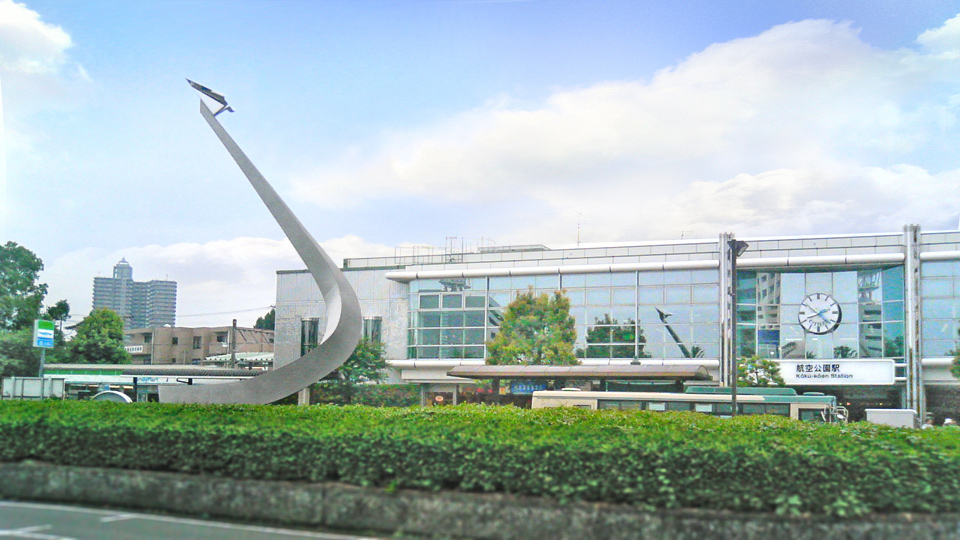
航空公園駅
駅ビルもアンリ・ファルマン号にちなみデザインされている。

- 電車：西武新宿線 航空公園駅東口よりすぐ
- 自動車：E17 関越道 所沢ICより国道463号を所沢市街方面へ6km

## 周辺施設
- 所沢市役所
- 所沢郵便局
- 所沢警察署
- 所沢市民文化センター ミューズ - 公園側の芝生や木々に囲まれた敷地内からも直接行き来できる構造になっている[18]
- 国立障害者リハビリテーションセンター

## 参考資料
公園公式発行物（何れもA4三つ折程のリーフレット）
- 「日本の航空発祥の地 所沢航空記念公園」
- 「所沢航空記念公園 「花ごよみマップ」 1 (PDF) ・2 (PDF) 
- 所沢航空発祥記念館 Floor Guide」
- 「日本庭園 茶室 彩翔亭」

参考文献
- 写真集 『雄飛 - 空の幕あけ所沢 - 』 所沢航空資料調査収集する会編（2005年4月1日）A4横、239p.

## 脚註
1. ↑  埼玉県公園整備に関するデータ Archived 2014年7月14日, at the Wayback Machine.
2. ↑  障害者手帳が使え、1部で2人の入場が可能。国立障害者リハビリテーションセンターが近いため利用頻度も高い。
3. ↑  詳細は公式サイト内の【バリアフリーにつきまして】を参照。
4. ↑  埼玉県指定管理者一覧 Archived 2013年6月11日, at the Wayback Machine.
5. ↑  “聖火リレーランナー公募に延べ53万5717件の応募があったと発表した”. 日本経済新聞. (2019年9月27日).  オリジナルの2019年9月27日時点におけるアーカイブ。 2019年9月27日閲覧。
6. ↑  “第174回国会 予算委員会第一分科会 第1号”.   衆議院 (2010年2月25日). 2013年2月15日時点のオリジナルよりアーカイブ。2015年8月閲覧。 エラー: 閲覧日は年・月・日のすべてを記入してください。
7. ↑  “奥井組飛行機紹介・戦後初の国産旅客機YS-11 深夜の輸送大作戦”. 2022年8月25日閲覧。
8. ↑  両中尉には正七位勲六等の勲等・勲章が贈られ、また、天皇からも金一封が贈られた。
9. ↑  与謝野晶子の追悼の15首 「木村・徳田両中尉墜落事故と与謝野晶子」（2006年11月） 所沢図書館
10. ↑  塔の移転後、現在の墜落地点には「木村徳田兩中尉殉職之處」と刻まれた石碑が建っている。
11. ↑  「所沢陸軍飛行学校と少年飛行兵の像」（2007年11月） 所沢図書館
12. ↑  所沢図書館「所沢の足跡」・御幸町（みゆきちょう） に関連記述。
13. ↑  現地台座の碑文（像の背面）に記述あり。
14. ↑  公式サイト内「航空公園イベントカレンダー」を参照。
15. ↑  航空発祥祭・所沢市民文化フェアホームページ
16. ↑  市民文化フェア（所沢市ホームページ）
17. ↑  市民フェスティバル（所沢市ホームページ）
18. ↑  参照画像:公園側の芝生より所沢ミューズを望む